# Sord M5

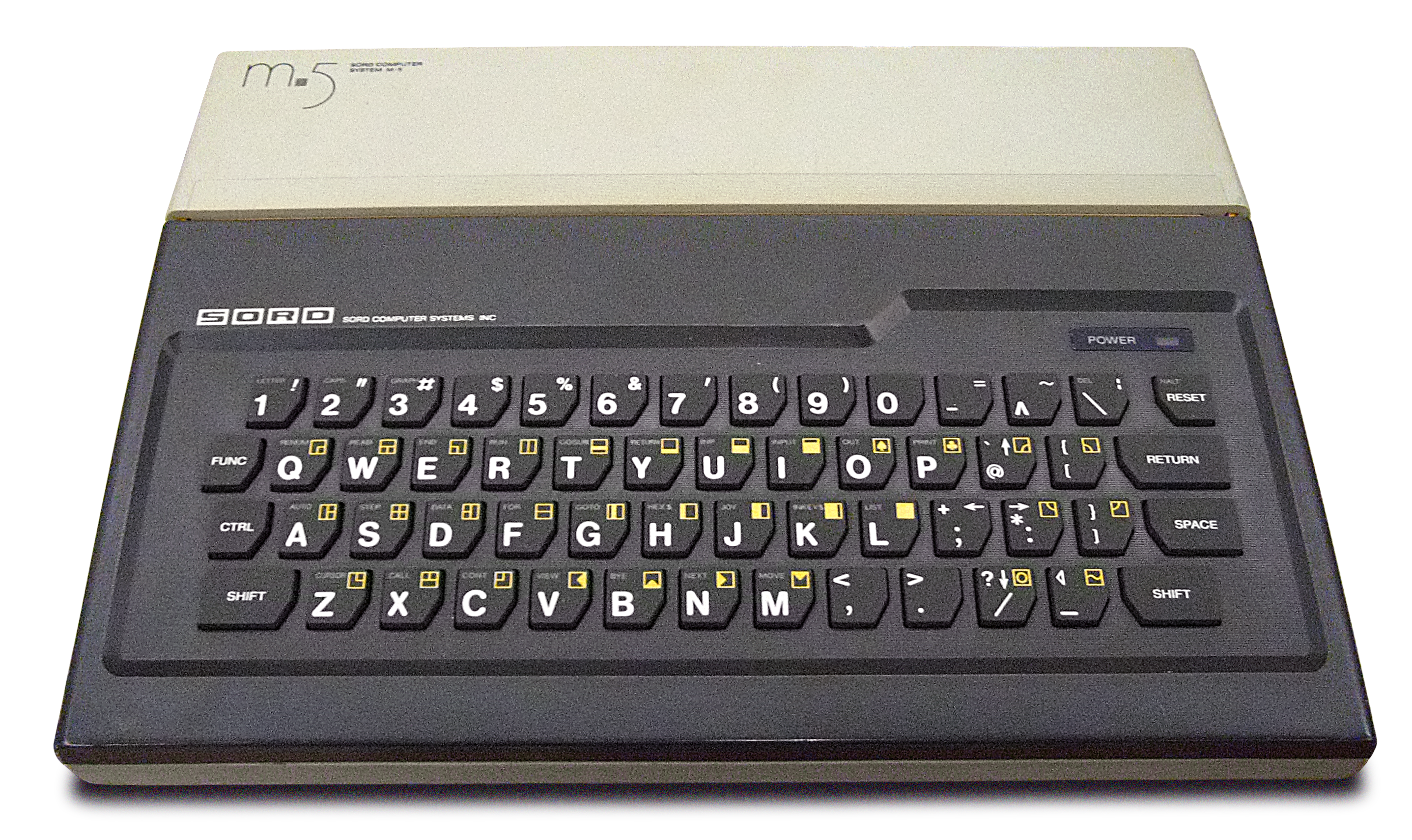
Sord M5

Sord M5 (såldes också i  Storbritannien och andra länder av Computer Games Limited som CGL M5), var en japansk hemdator lanserad av  Sord Computer Corporation 1982. I Sverige fanns en fanclub, Sord Hacker Club, som under ett par år gav ut fanzinet Sordisen. Enstaka exemplar finns tillgängliga på nätet.. Det skapades också ett antal svenska spel, bland annat textäventyrsspelen "Det förhäxade slottet" och "Rats" av Johan Ågren, Patrik Ågren och Johan Berg.

## Tekniska specifikationer

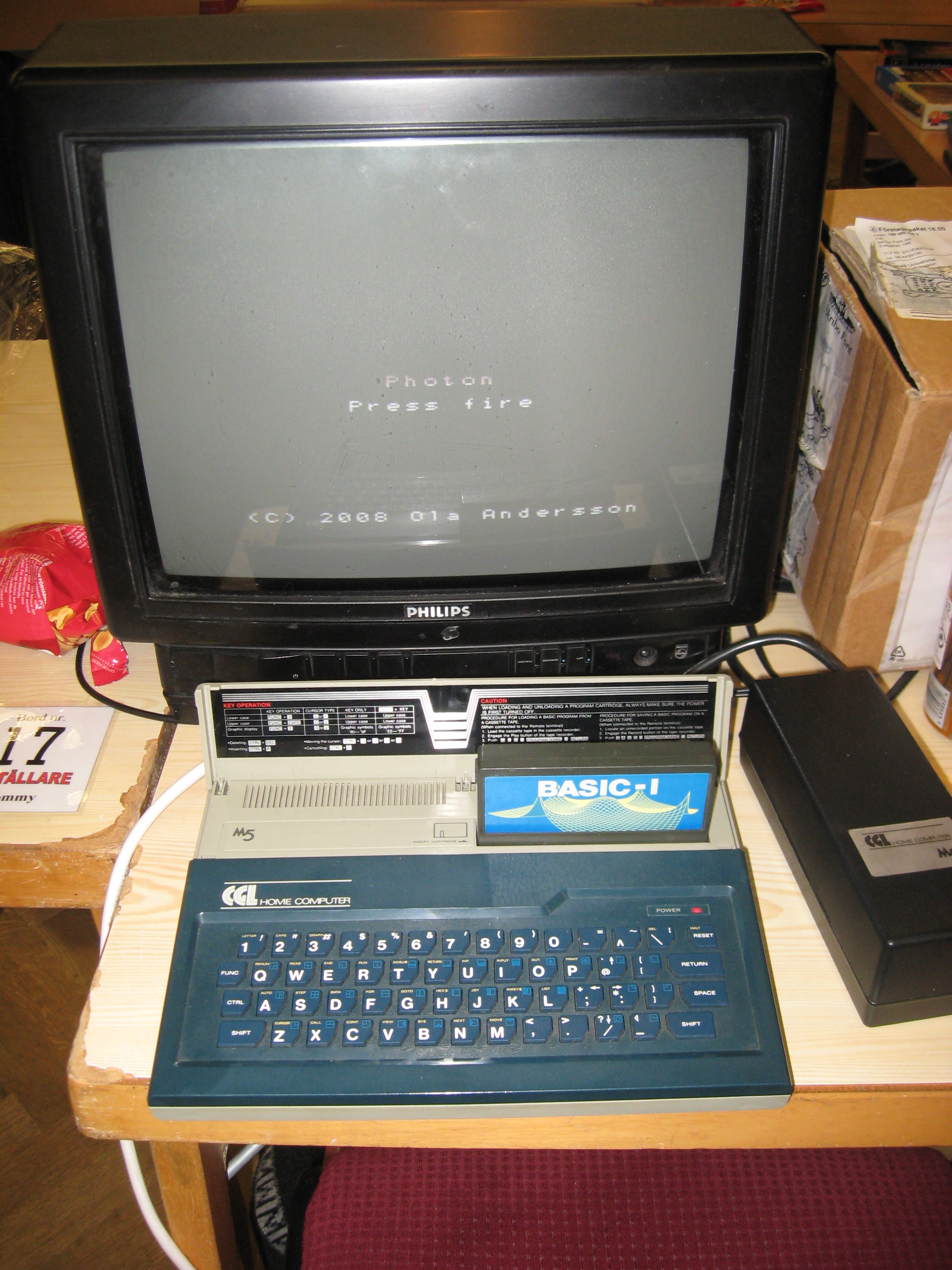
CGL M5

### Intern hårdvara
- CPU: Zilog Z80, 3,58 MHz
- Videohårdvara: TMS9918
  - 24x40 text (8x6 tecken), 224 användardefinierade tecken
  - 256x192 grafik, 16 färger
  - 32 hårdvarusprites (upp till 16x16 pixlar)
- Ljudhårdvara: SN76489
  - 3 ljudkanaler
  - 1 bruskanal
  - 6 oktaver, 15 amplitudnivåer
- RAM: 20 KB (varav 16KB skärmminne)
- ROM: 8 KB  utbyggbart till 16KB

### I/O-portar och strömförsörjning
- I/O-portar:
  - TV ut
  - Video out (phonokontakt)
  - Sound out (phonokontakt)
  - Centronics 16-pin interface
  - 8-pin DIN kassett konnector
- Strömförsörjning: extern

### Språkkassett-alternativ
- BASIC-I
  - Heltal endast (16-bitars)
- BASIC-G
  - Grafik och ljud-funktioner
- BASIC-F
  - Flyttal aritmetiska
- FALC
  - applikationspaket